# Наум Мечкуевски
Наум Трайчев Мечкуевски е български църковен деец и революционер от Македония.

## Биография
Наум Мечкуевски е роден в щипското село Мечкуевци, тогава в Османската империя, днес в Северна Македония. Арестуван е на 8 юли 1903 година. В османските документи пише: монах Наум, син на Трайко, българин, православен, обвинен в „подтикване на населението да не предава и обявява оръжието, което било събирано от османското правителство и ръководене на делата на бунтовническите разбойници“. Осъден на 3 години каторга, лежал в Скопския затвор, амнистиран с общата амнистия от 12 април 1904 година.
Подлаган е на преследвания и изтезания от сръбските власти, защото се изявява като противник на сръбските зверства във Вардарска Македония. Дома на Мечкуевски е подпален, при което в пожара са изгорени живи 4 души от селото.